# Burebista (película)
Burebista es una película épica histórica rumana de 1980. Trata sobre la vida del antiguo rey dacio Burebista y su lucha para unificar su nación y resistir las incursiones romanas.
La película se realizó para conmemorar el supuesto 2050 aniversario de la fundación del país "unificado y centralizado" que se convertiría en Rumania. El propio Ceausescu fue un gran nacionalista y vio en Decebalo, Burebista, Mihai Viteazul como modelos a seguir.

## Significancia

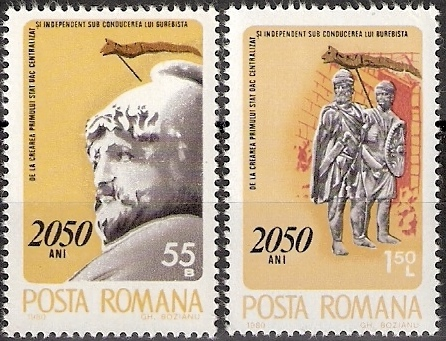
Estampilla conmemorativa del correo rumano sobre el personaje de Burebista (1980)

La película se realizó para coincidir con las celebraciones de la fundación de un estado unificado, presentado como modelo para la Rumanía moderna.
Según Lucian Boia, Burebista fue constantemente comparado con Ceaușescu: 

Incluso un historiador profesional como Ion Horaţiu Crişan no dudó en escribir palabras de homenaje dirigidas al rey dacio a la manera de las dirigidas al dictador comunista. Así, Burebista estaba «animado por el ardiente deseo de levantar a su pueblo. Dedicó toda su actividad, en asuntos internos y externos, toda su vida».